# Filip Pavišić
Filip Pavišić (in serbo Филип Павишић?; Belgrado, 15 gennaio 1994) è un ex calciatore serbo, di ruolo difensore.

## Carriera

### Club
Il 10 luglio 2019 viene acquistato a titolo definitivo dalla squadra serba dello Javor Ivanjica.